# 巴拉爾特市

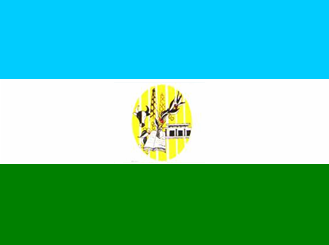

巴拉爾特市（西班牙語：Municipio Baralt），是委內瑞拉的一個市，位於該國西北部蘇利亞州，首府設於聖蒂莫特奧，始建於1989年，面積2,816平方公里，2012年人口96,256，人口密度每平方公里34.18人。